# Ezequies
Segons la Bíblia, Ezequies (en hebreu חזקיה בן-אחז Hizqiyah ben Ahaz) va ser el tretzè rei de Judà. Era fill del rei Acaz i la seva esposa Abí i va regnar 29 anys entre 716-687 a.n.e. segons la cronologia tradicional, o entre 746-716 a.n.e. segons la cronologia bíblica. Els profetes Isaïes, Osees i Miquees van ser contemporanis seus. Ezequies va promoure l'adoració a Jehovà durant el seu regnat.

## Context històric
El seu pare, Acaz, s'havia aliat amb el rei d'Assíria, i així es va convertir en el seu protegit. Però aquesta relació va ser perjudicial per a Judà i li va causar angoixa. Ezequies, en canvi, "va rebel·lar-se contra el rei d'Assíria" poc després de començar a regnar.
Quan Ezequies va ser rei, el regne del nord de deu tribus d'Israel estava encara en pitjor situació. S'havien convertit directament en tributaris d'Assíria. Al poc temps, Assíria va conquerir Israel i es va dur el poble a l'exili.

## Religió
La primera acció d'Ezequies va ser obrir de nou el temple i reparar-lo (el seu pare Acaz l'havia tancat). Després va reunir els sacerdots i els va dir que volia instaurar un pacte de fidelitat, com si s'inaugurés de nou en Judà el pacte de la Llei que s'havia establert segles enrere amb Moisés. Amb gran tenacitat, va organitzar els sacerdots en els seus serveis, i va restablir les disposicions per als instruments musicals i el cant de lloances. Era el mes de Nissan, quan se celebrava la Pasqua, però tant el temple com els sacerdots estaven en una condició immunda. No obstant això, per al dia 16 de Nissan s'havia netejat el temple i restaurat els seus estris. Llavors havia de fer-se una expiació especial per tot Israel. En primer lloc, els prínceps van portar sacrificis, ofrenes pel pecat a favor del regne, el santuari i el poble. Després, el poble va presentar milers d'ofrenes cremades.
Ezequies no només va convocar Judà per aquest acte, sinó també Israel, amb cartes enviades mitjançant correus a tot el país. Molts es van mofar dels correus, però algunes persones, especialment d'Aser, de Manassès, Zabuló, Efraïm i Issacar, es van humiliar i hi van assistir. A més, també van estar presents molts altres adoradors de Jehovà que no eren israelites. Després d'això, molts israelites van començar a enderrocar els altars pagans que hi havia a la regió.

## Enfrontament amb Assíria
Salmanassar V, rei d'Assíria, havia conquerit el Regne d'Israel i la seva capital Samaria. El seu segon successor, Sennàquerib, a l'any catorzè del regnat d'Ezequies, "va pujar contra totes les ciutats fortificades de Judà i va apoderar-se'n". Ezequies li va oferir pagar-li el que li imposés per tal de salvar la ciutat de Jerusalem, davant la qual cosa Sennàquerib li va demanar l'enorme suma de 300 talents de plata (c. 1.982.000 dòlars [EUA]) i 30 talents d'or (c. 11.560 .000 dòlars [EUA]). Per poder pagar aquesta quantitat, Ezequies es va veure obligat a donar-li tota la plata que es trobava al temple i al tresor reial, a més dels metalls preciosos amb els quals ell mateix havia fet revestir les portes del temple i les columnes, cosa que va satisfer el rei d'Assíria, encara que només per un temps.
Davant l'imminent atac de Sennàquerib, Ezequies va mostrar saviesa i estratègia militar. Va encegar tots els pous i fonts que hi havia fora de la ciutat de Jerusalem, de manera que, en cas de setge, els assiris disposarien d'un escàs subministrament d'aigua. Va reforçar les fortificacions de la ciutat i "va fer projectils en abundància i escuts".
Una de les excel·lents gestes d'enginyeria de temps antics va ser l'aqüeducte d'Ezequies. Anava des del pou de Guihon i seguia un curs en ziga-zaga de 533 m. fins a l'estany de Siloè, però dins d'un nou mur que s'havia afegit. Els arqueòlegs van trobar una inscripció en caràcters hebreus antics a la paret de l'estret túnel. La inscripció diu en part: "I aquesta va ser la manera com es va executar: Mentre hi havia encara tres colzes que foradar, es va sentir la veu d'un home cridant al seu proïsme. I quan el túnel va ser perforat, els pedrers van tallar la roca, cada home cap al seu proïsme, destral contra destral; i l'aigua rajava de la font cap a la bassa durant 1200 colzes, i l'alçada de la roca sobre els caps dels pedrers era 100 colzes". De manera que el túnel el van cavar a la roca des dels dos extrems, fins trobar-se'n al mig.
Finalment, Sennàquerib va assetjar la ciutat de Jerusalem, però no la va poder conquerir. Sobre aquest fet s'ha trobat una inscripció d'aquest rei en què diu: "Ezequies, el jueu, no es va sotmetre al meu jou".

## Final del regnat
Durant l'enfrontament amb Assíria, Ezequies va contreure una estranya malaltia que, segons el relat, va poder curar de forma miraculosa. Uns quinze anys després, Ezequies va morir i el seu fill Manassès el va succeir.

## Contribucions literàries
A Ezequies també se li coneix pel seu interès en compilar alguns dels Proverbis de Salomó, tal com diu la introducció a la secció dels capítols 25 al 29 de Proverbis: "També aquests són els proverbis de Salomó que van transcriure els homes d'Ezequies, rei de Judà ". A més, va escriure la cançó d'agraïment registrada a Isaïes 38:10-20 després de curar-se d'una greu malaltia. També s'ha dit que va escriure el Salm 119. Si és així, potser ho escrivís quan encara no era rei, sinó només un príncep.